# Legok (Cidahu)
Legok is een bestuurslaag in het regentschap Kuningan van de provincie West-Java, Indonesië. Legok telt 3320 inwoners (volkstelling 2010).